# Akiha, Niigata
Akiha (秋葉区 Akiha-ku) là quận thuộc thành phố Niigata, tỉnh Niigata, Nhật Bản. Tính đến ngày 1 tháng 10 năm 2020, dân số ước tính của quận là 75.069 người và mật độ dân số là 790 người/km2. Tổng diện tích của quận là 95,38 km2.

## Địa lý

### Đô thị lân cận
- Niigata
  - Niigata
    - Kōnan
    - Minami

  - Gosen
  - Agano
  - Tagami

### Khí hậu
| Dữ liệu khí hậu của Akiha, Niigata       | Dữ liệu khí hậu của Akiha, Niigata | Dữ liệu khí hậu của Akiha, Niigata | Dữ liệu khí hậu của Akiha, Niigata | Dữ liệu khí hậu của Akiha, Niigata | Dữ liệu khí hậu của Akiha, Niigata | Dữ liệu khí hậu của Akiha, Niigata | Dữ liệu khí hậu của Akiha, Niigata | Dữ liệu khí hậu của Akiha, Niigata | Dữ liệu khí hậu của Akiha, Niigata | Dữ liệu khí hậu của Akiha, Niigata | Dữ liệu khí hậu của Akiha, Niigata | Dữ liệu khí hậu của Akiha, Niigata | Dữ liệu khí hậu của Akiha, Niigata |
| Tháng                                    | 1                                  | 2                                  | 3                                  | 4                                  | 5                                  | 6                                  | 7                                  | 8                                  | 9                                  | 10                                 | 11                                 | 12                                 | Năm                                |
| ---------------------------------------- | ---------------------------------- | ---------------------------------- | ---------------------------------- | ---------------------------------- | ---------------------------------- | ---------------------------------- | ---------------------------------- | ---------------------------------- | ---------------------------------- | ---------------------------------- | ---------------------------------- | ---------------------------------- | ---------------------------------- |
| Cao kỉ lục °C (°F)                       | 15.4 (59.7)                        | 20.6 (69.1)                        | 23.7 (74.7)                        | 30.8 (87.4)                        | 33.4 (92.1)                        | 36.2 (97.2)                        | 37.9 (100.2)                       | 39.2 (102.6)                       | 36.8 (98.2)                        | 32.4 (90.3)                        | 24.9 (76.8)                        | 17.9 (64.2)                        | 39.2 (102.6)                       |
| Trung bình ngày tối đa °C (°F)           | 4.7 (40.5)                         | 5.5 (41.9)                         | 10.0 (50.0)                        | 16.6 (61.9)                        | 22.3 (72.1)                        | 25.7 (78.3)                        | 29.2 (84.6)                        | 31.1 (88.0)                        | 27.0 (80.6)                        | 20.9 (69.6)                        | 14.1 (57.4)                        | 7.8 (46.0)                         | 17.9 (64.2)                        |
| Trung bình ngày °C (°F)                  | 1.7 (35.1)                         | 1.8 (35.2)                         | 5.1 (41.2)                         | 10.8 (51.4)                        | 16.8 (62.2)                        | 20.8 (69.4)                        | 24.4 (75.9)                        | 25.7 (78.3)                        | 21.8 (71.2)                        | 15.7 (60.3)                        | 9.5 (49.1)                         | 4.4 (39.9)                         | 13.2 (55.8)                        |
| Tối thiểu trung bình ngày °C (°F)        | −1.3 (29.7)                        | −1.8 (28.8)                        | 0.5 (32.9)                         | 5.0 (41.0)                         | 12.1 (53.8)                        | 16.8 (62.2)                        | 20.8 (69.4)                        | 21.7 (71.1)                        | 17.6 (63.7)                        | 10.9 (51.6)                        | 5.1 (41.2)                         | 1.1 (34.0)                         | 9.0 (48.3)                         |
| Thấp kỉ lục °C (°F)                      | −15.1 (4.8)                        | −12.6 (9.3)                        | −13.2 (8.2)                        | −2.6 (27.3)                        | 2.8 (37.0)                         | 9.2 (48.6)                         | 13.5 (56.3)                        | 13.1 (55.6)                        | 8.2 (46.8)                         | 1.0 (33.8)                         | −3.6 (25.5)                        | −11.1 (12.0)                       | −15.1 (4.8)                        |
| Lượng Giáng thủy trung bình mm (inches)  | 189.0 (7.44)                       | 120.9 (4.76)                       | 109.9 (4.33)                       | 95.4 (3.76)                        | 90.5 (3.56)                        | 123.8 (4.87)                       | 225.6 (8.88)                       | 159.8 (6.29)                       | 148.1 (5.83)                       | 151.8 (5.98)                       | 216.0 (8.50)                       | 246.3 (9.70)                       | 1.877,1 (73.90)                    |
| Lượng tuyết rơi trung bình cm (inches)   | 104 (41)                           | 86 (34)                            | 22 (8.7)                           | 0 (0)                              | 0 (0)                              | 0 (0)                              | 0 (0)                              | 0 (0)                              | 0 (0)                              | 0 (0)                              | trace                              | 38 (15)                            | 249 (98)                           |
| Số ngày giáng thủy trung bình (≥ 1.0 mm) | 22.0                               | 17.7                               | 16.8                               | 12.5                               | 10.8                               | 10.6                               | 13.0                               | 10.7                               | 12.4                               | 14.1                               | 18.5                               | 22.1                               | 181.2                              |
| Số ngày tuyết rơi trung bình (≥ 3 cm)    | 10.2                               | 8.8                                | 2.6                                | 0                                  | 0                                  | 0                                  | 0                                  | 0                                  | 0                                  | 0                                  | 0.1                                | 4.0                                | 25.7                               |
| Số giờ nắng trung bình tháng             | 53.7                               | 74.5                               | 123.2                              | 169.5                              | 199.3                              | 167.4                              | 153.7                              | 199.7                              | 145.8                              | 133.2                              | 89.9                               | 57.6                               | 1.564                              |
| Nguồn: Cục Khí tượng Nhật Bản            |                                    |                                    |                                    |                                    |                                    |                                    |                                    |                                    |                                    |                                    |                                    |                                    |                                    |